# ستاره بریشتی
ستاره بریشتی (به چکی: Staré Bříště) یک منطقهٔ مسکونی در جمهوری چک است که در ناحیه پلهریموو واقع شده‌است. ستاره بریشتی ۵٫۳۱ کیلومتر مربع مساحت و ۵۳ نفر جمعیت دارد و ۵۲۹ متر بالاتر از سطح دریا واقع شده‌است.